# Fußballsportverein Frankfurt 1899 1979-1980
Questa voce raccoglie le informazioni riguardanti il Fußballsportverein Frankfurt 1899 nelle competizioni ufficiali della stagione 1979-1980.

## Stagione
Nella stagione 1979-1980 il FSV Francoforte, allenato da Heinz Bewersdorf, [[]], Gerhard Happ e Dietmar Grutsch, concluse il campionato di 2. Bundesliga al 18º posto. In Coppa di Germania il FSV Francoforte fu eliminato al secondo turno dal Borussia Dortmund.

## Rosa
| N. |                     | Ruolo | Calciatore      |
| -- | ------------------- | ----- | --------------- |
|    | Tunisia (bandiera)  | P     | Slah Fessi      |
|    | Germania (bandiera) | P     | Jürgen Grün     |
|    | Germania (bandiera) | P     | Volkmar Hammer  |
|    | Germania (bandiera) | P     | Karlheinz Volz  |
|    | Germania (bandiera) | D     | Roland Höfling  |
|    | Germania (bandiera) | D     | Hubert Klein    |
|    | Germania (bandiera) | D     | Reinhard Kroner |
|    | Germania (bandiera) | D     | Peter Rübenach  |
|    | Germania (bandiera) | D     | Robert Scharf   |
|    | Germania (bandiera) | D     | Bernd Schmidt   |
|    | Germania (bandiera) | D     | Gerd Schneider  |
|    | Germania (bandiera) | D     | Uwe Weigert     |
|    | Germania (bandiera) | D     | Jürgen Weninger |

| N. |                     | Ruolo | Calciatore        |
| -- | ------------------- | ----- | ----------------- |
|    | Germania (bandiera) | C     | Walter Drefahl    |
|    | Spagna (bandiera)   | C     | Julio Alvarez     |
|    | Germania (bandiera) | C     | Andreas Koch      |
|    | Germania (bandiera) | C     | Dieter Pfaff      |
|    | Germania (bandiera) | C     | Oliver Posniak    |
|    | Germania (bandiera) | C     | Bruno Ruck        |
|    | Germania (bandiera) | C     | Josef Sarroca     |
|    | Germania (bandiera) | C     | Peter Swiatek     |
|    | Germania (bandiera) | C     | Walter Wohl       |
|    | Germania (bandiera) | A     | Martin Bremer     |
|    | Germania (bandiera) | A     | Werner Hofmann    |
|    | Germania (bandiera) | A     | Wolfgang Sandhowe |

## Organigramma societario
Area tecnica
- Allenatore: Dietmar Grutsch
- Allenatore in seconda:
- Preparatore dei portieri:
- Preparatori atletici:

## Calciomercato

### Sessione estiva
| Acquisti | Acquisti          | Acquisti                   | Acquisti |
| R.       | Nome              | da                         | Modalità |
| -------- | ----------------- | -------------------------- | -------- |
| A        | Martin Bremer     | Waldhof Mannheim           |          |
| A        | Wolfgang Sandhowe | Baunatal                   |          |
| C        | Josef Sarroca     | FSV Francoforte (juniores) |          |
| D        | Uwe Weigert       | Eintracht Francoforte      |          |

| Cessioni | Cessioni         | Cessioni       | Cessioni |
| R.       | Nome             | a              | Modalità |
| -------- | ---------------- | -------------- | -------- |
| C        | Paul Bajlitz     | Grazer AK      |          |
| A        | Werner Killmaier | ESV Ingolstadt |          |

### Sessione invernale
| Acquisti | Acquisti | Acquisti | Acquisti |
| R.       | Nome     | da       | Modalità |
| -------- | -------- | -------- | -------- |

| Cessioni | Cessioni | Cessioni | Cessioni |
| R.       | Nome     | a        | Modalità |
| -------- | -------- | -------- | -------- |

## Risultati

### 2. Bundesliga

#### Girone di andata
| Arbitro: | Dölfel |

|            |           |                                                  |
| Schulz 25’ | Marcatori | 8’ Klein 60’ (rig.) Drefahl 69’ Hofmann 81’ Wohl |

| 4 agosto 1979 2ª giornata |  | – Turno di riposo |  |  |

| Arbitro: | Dellwing |

|           |           |                                          |
| Lange 65’ | Marcatori | 72’ Klein 77’, 90’ Hofmann 90’ Schneider |

| Arbitro: | Vielsack |

|                                           |           |  |
| Sandhowe 42’ (rig.) Sarroca 47’ Klein 86’ | Marcatori |  |

| Arbitro: | Ross |

|                                           |           |              |
| Allgöwer 18’ Dollmann 30’, 89’ Nickel 66’ | Marcatori | 72’ Sandhowe |

| Arbitro: | Nickel |

|           |           |                    |
| Klein 69’ | Marcatori | 33’, 58’ Killmaier |

| Arbitro: | Clajus |

|                                         |           |                      |
| Sommerer 44’, 47’, 68’, 80’ Hofmann 77’ | Marcatori | 3’ Sarroca 81’ Pfaff |

| Arbitro: | Aldinger |

|                          |           |                                |
| Sandhowe 61’, 78’ (rig.) | Marcatori | 21’ (rig.) Franusch 64’ Krause |

| Arbitro: | Dreher |

|                       |           |  |
| Sebert 13’ Bührer 89’ | Marcatori |  |

| Arbitro: | Treib |

|             |           |                                       |
| Hofmann 29’ | Marcatori | 26’ Lausen 47’ Kirschner 62’ Bergmann |

| Arbitro: | Langhans |

|              |           |                                      |
| Weninger 35’ | Marcatori | 10’, 48’ Künkel 17’ Heck 90’ Eickels |

| Arbitro: | Dellwing |

|                               |           |                               |
| Müller 29’ (rig.), 32’ (rig.) | Marcatori | 13’, 71’ Sandhowe 65’ Hofmann |

| Arbitro: | Huster |

|  |           |                                         |
|  | Marcatori | 48’ Zitzer 62’ Löw 86’ (rig.) Dämpfling |

| Arbitro: | Vielsack |

|                     |           |  |
| Wagner 34’ Beck 54’ | Marcatori |  |

| Arbitro: | Luca |

|                             |           |                   |
| Klein 43’, 66’ Rübenach 65’ | Marcatori | 25’, 63’ Nathmann |

| Arbitro: | Nickel |

|           |           |                       |
| Miles 45’ | Marcatori | 66’ Hofmann 77’ Klein |

| Arbitro: | Kuhn |

|                         |           |                                 |
| Sandhowe 2’ Sarroca 76’ | Marcatori | 24’ Bold 48’ Struth 87’ Günther |

| Arbitro: | Messmer |

|                                                                           |           |                     |
| Sommer 7’ Weißberger 20’ Krostina 52’, 83’ (rig.) Stöckle 56’ Anspann 85’ | Marcatori | 40’ (rig.) Sandhowe |

| Arbitro: | Clajus |

|                                                      |           |                                                       |
| Sandhowe 22’, 81’ (rig.) Hofmann 45’ Kalb 79’ (aut.) | Marcatori | 24’ Collet 43’ Neumann 44’ (rig.) Bechtold 77’ Seiler |

| Arbitro: | Huster |

|              |           |  |
| Sandhowe 80’ | Marcatori |  |

| Arbitro: | Schmoock |

|                                                                    |           |  |
| Täuber 15’ Schlegel 27’, 52’ Heidenreich 45’ Täuber 69’ Susser 83’ | Marcatori |  |

#### Girone di ritorno
| Francoforte sul Meno 19 gennaio 1980 22ª giornata | FSV Francoforte | 0 – 0 referto | Freiburger | Stadion am Bornheimer Hang (1 500 spett.)\| Arbitro: \| Gschwender \| |
| Arbitro:                                          | Gschwender      |               |            |                                                                       |

| 26 gennaio 1980 23ª giornata |  | – Turno di riposo |  |  |

| Arbitro: | Brehm |

|  |           |                      |
|  | Marcatori | 40’ (aut.) Schneider |

| Arbitro: | Pickard |

|                                    |           |                                                              |
| Schwarz 35’ (rig.), 81’ Szaule 87’ | Marcatori | 58’ Sarroca 65’ Sandhowe 75’ Hofmann 78’ Schneider 89’ Klein |

| Arbitro: | Wilhelmi |

|                         |           |              |
| Sarroca 30’ Hofmann 88’ | Marcatori | 47’ Stichler |

| Arbitro: | Gaus |

|                                     |           |  |
| Hartmann 56’ Basic 64’ Michalka 88’ | Marcatori |  |

| Arbitro: | Tritschler |

|                                            |           |                            |
| Klein 9’, 51’, 65’ Hofmann 57’ Posniak 81’ | Marcatori | 21’ Brendel 61’ Gunselmann |

| Arbitro: | Hellwig |

|                       |           |  |
| Krause 26’ Völler 59’ | Marcatori |  |

| Arbitro: | Ulm |

|                                     |           |                |
| Klein 76’ Sarroca 78’, 90’ Wohl 86’ | Marcatori | 12’ Dickgießer |

| Arbitro: | Aldinger |

|                                                |           |                        |
| Ritschel 34’ Rütten 45’ Bulut 62’ Stempfle 90’ | Marcatori | 27’ Klein 53’ Rübenach |

| Arbitro: | Kühne |

|                                          |           |                         |
| Heck 57’ Schneider 76’ (aut.) Künkel 78’ | Marcatori | 17’ Hofmann 43’ Höfling |

| Arbitro: | Luca |

|             |           |             |
| Hofmann 26’ | Marcatori | 37’ Stocker |

| Arbitro: | Ermer |

|             |           |                   |
| Hofmann 32’ | Marcatori | 39’ (rig.) Müller |

| Arbitro: | Walther |

|                                |           |  |
| Dämpfling 44’ Bury 82’ Löw 85’ | Marcatori |  |

| Arbitro: | Michel |

|             |           |  |
| Posniak 78’ | Marcatori |  |

| Arbitro: | Hontheim |

|                       |           |  |
| Mattern 21’, 50’, 74’ | Marcatori |  |

| Arbitro: | Glaw |

|             |           |  |
| Sarroca 58’ | Marcatori |  |

| Arbitro: | Pickard |

|                                                      |           |                       |
| Wiesner 1’ Günther 17’ Groß 27’ (rig.), 44’ Bold 64’ | Marcatori | 26’ Hofmann 45’ Klein |

| Arbitro: | Kinzinger |

|          |           |             |
| Wohl 54’ | Marcatori | 60’ Stöckle |

| Arbitro: | Langhans |

|                                                                    |           |              |
| Westenberger 42’ Wagner 62’ Cestonaro 75’, 87’ Bechtold 88’ (rig.) | Marcatori | 82’ Sandhowe |

| Arbitro: | Hellwig |

|                                                              |           |  |
| Brinsa 18’ Schlief 31’ Leiendecker 47’ Michelberger 57’, 87’ | Marcatori |  |

### Coppa di Germania
| Arbitro: | Meuser |

|                         |           |  |
| Hofmann 18’ Sarroca 83’ | Marcatori |  |

| Arbitro: | Engel |

|             |           |                                      |
| Sarroca 55’ | Marcatori | 9’ Dörmann 95’ Burgsmüller 105’ Hein |

## Statistiche

### Statistiche di squadra
| Competizione      | Punti | In casa | In casa | In casa | In casa | In casa | In casa | In trasferta | In trasferta | In trasferta | In trasferta | In trasferta | In trasferta | Totale | Totale | Totale | Totale | Totale | Totale | DR  |
| Competizione      | Punti | G       | V       | N       | P       | Gf      | Gs      | G            | V            | N            | P            | Gf           | Gs           | G      | V      | N      | P      | Gf     | Gs     | DR  |
| ----------------- | ----- | ------- | ------- | ------- | ------- | ------- | ------- | ------------ | ------------ | ------------ | ------------ | ------------ | ------------ | ------ | ------ | ------ | ------ | ------ | ------ | --- |
| 2. Bundesliga     | 32    | 20      | 8       | 6       | 6       | 34      | 31      | 20           | 5            | 0            | 15           | 29           | 66           | 40     | 13     | 6      | 21     | 63     | 97     | -34 |
| Coppa di Germania | -     | 2       | 1       | 0       | 1       | 3       | 3       | 0            | 0            | 0            | 0            | 0            | 0            | 2      | 1      | 0      | 1      | 3      | 3      | 0   |
| Totale            | 32    | 22      | 9       | 6       | 7       | 37      | 34      | 20           | 5            | 0            | 15           | 29           | 66           | 42     | 14     | 6      | 22     | 66     | 100    | -34 |

### Andamento in campionato
| Giornata  | 1 | 2 | 3 | 4 | 5 | 6 | 7  | 8  | 9  | 10 | 11 | 12 | 13 | 14 | 15 | 16 | 17 | 18 | 19 | 20 | 21 | 22 | 23 | 24 | 25 | 26 | 27 | 28 | 29 | 30 | 31 | 32 | 33 | 34 | 35 | 36 | 37 | 38 | 39 | 40 | 41 | 42 |
| --------- | - | - | - | - | - | - | -- | -- | -- | -- | -- | -- | -- | -- | -- | -- | -- | -- | -- | -- | -- | -- | -- | -- | -- | -- | -- | -- | -- | -- | -- | -- | -- | -- | -- | -- | -- | -- | -- | -- | -- | -- |
| Luogo     | T |   | T | C | T | C | T  | C  | T  | C  | C  | T  | C  | T  | C  | T  | C  | T  | C  | C  | T  | C  |    | C  | T  | C  | T  | C  | T  | C  | T  | T  | C  | C  | T  | C  | T  | C  | T  | C  | T  | T  |
| Risultato | V |   | V | V | P | P | P  | N  | P  | P  | P  | V  | P  | P  | V  | V  | P  | P  | N  | V  | P  | N  |    | P  | V  | V  | P  | V  | P  | V  | P  | P  | N  | N  | P  | V  | P  | V  | P  | N  | P  | P  |
| Posizione | 2 | 4 | 2 | 2 | 4 | 9 | 14 | 14 | 15 | 16 | 17 | 17 | 17 | 17 | 17 | 16 | 16 | 16 | 17 | 14 | 17 | 16 | 17 | 19 | 18 | 16 | 19 | 14 | 16 | 14 | 16 | 17 | 17 | 16 | 18 | 17 | 18 | 18 | 18 | 18 | 18 | 18 |

Legenda:

Luogo: C = Casa; T = Trasferta. Risultato: V = Vittoria; N = Pareggio; P = Sconfitta.

### Statistiche dei giocatori
| Giocatore    | 2. Bundesliga | 2. Bundesliga | 2. Bundesliga | 2. Bundesliga | Coppa di Germania | Coppa di Germania | Coppa di Germania | Coppa di Germania | Totale   | Totale | Totale      | Totale     |
| Giocatore    | Presenze      | Reti          | Ammonizioni   | Espulsioni    | Presenze          | Reti              | Ammonizioni       | Espulsioni        | Presenze | Reti   | Ammonizioni | Espulsioni |
| ------------ | ------------- | ------------- | ------------- | ------------- | ----------------- | ----------------- | ----------------- | ----------------- | -------- | ------ | ----------- | ---------- |
| J. Alvarez   | 21            | 0             | 2             | 0             | 2                 | 0                 | 0                 | 0                 | 23       | 0      | 2           | 0          |
| M. Bremer    | 15            | 0             | 4             | 0             | 0                 | 0                 | 0                 | 0                 | 15       | 0      | 4           | 0          |
| W. Drefahl   | 26            | 1             | 0             | 0             | 1                 | 0                 | 0                 | 0                 | 27       | 1      | 0           | 0          |
| S. Fessi     | 8             | 0             | 0             | 0             | 0                 | 0                 | 0                 | 0                 | 8        | 0      | 0           | 0          |
| J. Grün      | 19            | 0             | 0             | 0             | 0                 | 0                 | 0                 | 0                 | 19       | 0      | 0           | 0          |
| V. Hammer    | 1             | 0             | 0             | 0             | 0                 | 0                 | 0                 | 0                 | 1        | 0      | 0           | 0          |
| W. Hofmann   | 36            | 14            | 3             | 0             | 2                 | 1                 | 0                 | 0                 | 38       | 15     | 3           | 0          |
| R. Höfling   | 36            | 1             | 7             | 0             | 1                 | 0                 | 1                 | 0                 | 37       | 1      | 8           | 0          |
| H. Klein     | 32            | 14            | 4             | 1             | 2                 | 0                 | 0                 | 0                 | 34       | 14     | 4           | 1          |
| A. Koch      | 1             | 0             | 1             | 0             | 0                 | 0                 | 0                 | 0                 | 1        | 0      | 1           | 0          |
| R. Kroner    | 14            | 0             | 1             | 0             | 0                 | 0                 | 0                 | 0                 | 14       | 0      | 1           | 0          |
| D. Pfaff     | 16            | 1             | 5             | 0             | 1                 | 0                 | 0                 | 0                 | 17       | 1      | 5           | 0          |
| O. Posniak   | 39            | 2             | 3             | 0             | 2                 | 0                 | 0                 | 0                 | 41       | 2      | 3           | 0          |
| B. Ruck      | 7             | 0             | 0             | 0             | 1                 | 0                 | 0                 | 0                 | 8        | 0      | 0           | 0          |
| P. Rübenach  | 36            | 2             | 3             | 0             | 2                 | 0                 | 0                 | 0                 | 38       | 2      | 3           | 0          |
| W. Sandhowe  | 34            | 13            | 5             | 0             | 2                 | 0                 | 1                 | 0                 | 36       | 13     | 6           | 0          |
| J. Sarroca   | 38            | 8             | 4             | 0             | 2                 | 2                 | 0                 | 0                 | 40       | 10     | 4           | 0          |
| R. Scharf    | 8             | 0             | 1             | 0             | 1                 | 0                 | 0                 | 0                 | 9        | 0      | 1           | 0          |
| B. Schmidt   | 3             | 0             | 0             | 0             | 0                 | 0                 | 0                 | 0                 | 3        | 0      | 0           | 0          |
| G. Schneider | 33            | 2             | 6             | 0             | 2                 | 0                 | 0                 | 0                 | 35       | 2      | 6           | 0          |
| P. Swiatek   | 15            | 0             | 2             | 0             | 0                 | 0                 | 0                 | 0                 | 15       | 0      | 2           | 0          |
| K. Volz      | 15            | 0             | 0             | 0             | 2                 | 0                 | 0                 | 0                 | 17       | 0      | 0           | 0          |
| U. Weigert   | 0             | 0             | 0             | 0             | 0                 | 0                 | 0                 | 0                 | 0        | 0      | 0           | 0          |
| J. Weninger  | 23            | 1             | 4             | 0             | 1                 | 0                 | 0                 | 0                 | 24       | 1      | 4           | 0          |
| W. Wohl      | 26            | 3             | 1             | 0             | 1                 | 0                 | 0                 | 0                 | 27       | 3      | 1           | 0          |